# Лувсаншаравын Цэнд
Лувсаншаравын Цэнд (монг. Лувсаншаравын Цэнд; род. 11 июля 1940) — монгольский конькобежец. Участник трёх Олимпиад, трижды был знаменосцем сборной Монголии на церемониях открытия Олимпийских игр.

## Карьера
На международном уровне Цэнд дебютировал в 1962 году на московском чемпионате мира в классическом многоборье. Там монгольский конькобежец занял последнее место. Через год он стал 39-м и лучшим в сборной Монголии.
В 1964 году монгольская сборная впервые в истории участвовала в зимних Играх, а Цэнд был её знаменосцем на открытии. Он участвовал в двух стайерских дисциплинах. На дистанции 5000 метров от занял 31 место из 42 спортсменов, а на дистанции 10 км был 25-м, обойдя восьмерых конькобежцев.
Четыре года спустя Цэнд бежал только пятикилометровую дистанцию и стал 36-м, обойдя лишь двоих атлетов. В 1972 году последний раз участвовал в Олимпиаде, где бежал две стайерские дистанции и оба раза занимал последние места.
После завершения спортивной карьеры работал тренером национальной сборной Монголии по конькобежному спорту.

## Выступления на Олимпийских играх
| Игры          | 5000 м | 10000 м |
| ------------- | ------ | ------- |
| Инсбрук—1964  | 31     | 25      |
| Гренобль—1968 | 36     | —       |
| Саппоро—1972  | 28     | 24      |